# Temple Run
(Tagline del gioco)
Temple Run è un videogioco a piattaforme sviluppato dalla casa produttrice Imangi Studios, con sede a Washington. È disponibile sui dispositivi iOS, come iPhone e iPad e sui dispositivi Android. Nel dicembre 2011 era tra le 50 applicazioni più scaricate in iTunes e probabilmente la prima gratis tra le applicazioni iOS. Inizialmente scaricabile a 99 centesimi, dal 2012 è gratis; gli sviluppatori guadagnano dall'acquisto di estensioni, aggiornamenti e powerup.
Nel gennaio 2013 è stato pubblicato un sequel del gioco, chiamato Temple Run 2.

Una schermata di gioco

## Modalità di gioco
In Temple Run il giocatore impersona un esploratore che fugge dopo aver rubato un idolo da un tempio, inseguito da gigantesche scimmie poste a guardia dell'idolo, ritrovandosi a correre lungo un percorso zeppo di ostacoli e compiendo diverse azioni per evitarli.
Gli ostacoli sono costituiti da muretti, burroni, fuochi, tronchi d'albero e radici: il giocatore può saltare (scorrendo il dito in avanti sullo schermo del dispositivo), scivolare appiattendosi sul pavimento (scorrendo il dito all'indietro sullo schermo) o spostarsi di lato per evitarli (inclinando il dispositivo a destra e sinistra). Le stesse mosse aiutano anche a raccogliere delle monete sparse lungo il percorso, che sono spendibili nel menu di gioco per comprare abilità, bonus e altri power-up.
Il percorso cambia ad ogni partita, poiché il motore di gioco ne genera uno diverso ogni volta posizionando degli ostacoli casuali; il gioco non ha dunque una vera e propria fine, poiché la partita termina quando si va a sbattere contro un ostacolo, quando si cade in un burrone oppure quando si viene presi dalle scimmie.

## Store
Nel mercato del gioco, definito store, possono essere acquistati i personaggi utilizzabili nel gioco tramite le monete raccolte:
1. Guy Dangerous: personaggio base utilizzabile dall'inizio del gioco
2. Scarlett Fox: costo 7.000 monete
3. Barry Bones: costo 7.000 monete
4. Karma Lee: costo 17.500 monete.
5. Montana Smith: costo 17.500 monete.
6. Francisco Montoya: costo 17.500 monete.
7. Zack Wonder: costo 17.500 monete.

Oltre ai personaggi, nello store si possono acquistare anche cinque aiuti, dei potenziamenti che una volta sbloccati pagando 500 monete è possibile trovare e usare (si attivano saltando e colpendo il simbolo) lungo il percorso durante la partita.
1. Mega Coin: grande moneta che fornisce un consistente numero di monete.
2. Coin Magnet: calamita che attrae per un certo periodo di tempo tutte le monete attorno al personaggio.
3. Invisibility: rende il personaggio totalmente invisibile ed incorporeo, quindi invincibile a tutto, per poco tempo (rimane tuttavia necessario curvare manualmente).
4. Boost: rende il personaggio incorporeo e gli fa percorrere molti metri di distanza correndo a grande velocità (curvando automaticamente).
5. Coin Values: raddoppia e triplica il valore delle monete dopo una certa distanza (le monete dal doppio valore saranno rosse mentre quelle triple saranno azzurre).

Ciascun powerup può essere ulteriormente potenziato spendendo un numero maggiore di monete (es. Invisibility e Coin Magnet se potenziati dureranno più a lungo).
Nello store sono disponibili anche degli oggetti utilizzabili singolarmente definiti utilities:
1. Resurrection Wings: attivabile con un doppio tocco sullo schermo, resta attivo per 30 secondi e permette al giocatore di resuscitare e tornare in gioco nel caso dovesse perdere la partita in questo lasso di tempo. Costa 500 monete.
2. Super Resurrection Wings: attivabile solo all'inizio cliccando sull'icona a forma di ali, resta attivo per tutta la durata del gioco. Costa 10000 monete.
3. Boost: attivabile all'inizio della partita cliccando sull'apposita icona in cima allo schermo, fa correre il giocatore a grande velocità per 1000 metri. Costa 2500 monete.
4. Mega Boost: attivabile all'inizio della partita cliccando sull'apposita icona in cima allo schermo, fa correre il giocatore a grande velocità per 2500 metri. Costa 10000 monete.

## Spin-off

### Temple Run: Brave
Nel giugno 2012 gli stessi produttori di Temple Run misero sul mercato uno spin-off a pagamento ispirato al film Disney Pixar Ribelle - The Brave.
Al posto dell'esploratore protagonista della versione originale, qui si trova la principessa Merida in fuga non dai demoni del tempio ma dal suo nemico, l'orso Mor'du. Anche l'ambientazione si sposta dal tempio alle Highlands scozzesi.
La grafica è decisamente più curata del Temple Run originale e la protagonista parla, commentando le azioni di gioco e facendo qualche battuta tratta dal film.
Il gameplay è invece sostanzialmente lo stesso, ma oltre a correre, schivare gli ostacoli e raccogliere le monete il giocatore dovrà anche utilizzare l'arco e le frecce di Merida, in apposite sezioni in cui bisogna colpire dei bersagli. Nei successivi aggiornamenti è stata inoltre introdotta la novità del mondo dei Fuochi Fatui: quando compare un'icona particolare, il giocatore viene trasportato in una versione alternativa dell'ambiente di gioco, dove al posto delle monete si trovano dei piccoli spiritelli. Al posto dei personaggi si sbloccano dei costumi e, al costo di 500.000 monete, si può sbloccare il personaggio di Re Fergus, che cambia leggermente il gameplay.